# Kenya Volleyball Federation
Kenya Volleyball Federation är Kenyas specialidrottsförbund för volleyboll. Förbundet grundades 1964 och har sitt säte i Nairobi. Förbundet är del av Kenya National Sports Council (KNSC), Kenyas olympiska kommitté (NOCK), Confédération Africaine de Volleyball (CAVB) och Fédération Internationale de Volleyball (FIVB)